# Aborichthys tikaderi
Aborichthys tikaderi, vrsta manje slatkovodne ribe iz reda šaranki, koja živi kao endem na pet lokaliteta u indijskoj državi Arunachal Pradesh. Do sada je pronađena u rijekama Kalpangi, Subansiri, Labia, Sipu i Noadhing, a postoji mogućnost da je ima i u nekim drugim indijskim državama, uključujući Assam.
Maksimalno naraste 10.9 cm. Ova vrsta zbog gradnji brana danas se vodi kao osjetljiva.